# Valérie Lacroute
Pour les articles homonymes, voir Lacroute.
Valérie Lacroute, née le 29 octobre 1965 à Chalon-sur-Saône (Saône-et-Loire), est une femme politique française. Maire de Nemours entre 2008 et 2017, elle devient députée de la deuxième circonscription de Seine-et-Marne à partir de 2012 avant de retourner à la tête de la municipalité à partir de 2020.

## Biographie
Valérie Lacroute effectue ses études secondaires à Nemours puis ses études supérieures à Paris, où elle obtient une maîtrise en sciences économiques. Elle se spécialise ensuite sur les questions territoriales des transports urbains. Elle a exercé pendant 10 ans en tant que directrice des transports au conseil général de Seine-et-Marne après avoir été responsable des études-méthodes et marketing chez Connex Nemours (groupe VEOLIA).
Elle est maire de Nemours entre 2008 et 2017, présidente de la communauté de communes pays de Nemours entre 2014 et 2017 et présidente de l'Union des maires de Seine-et-Marne entre 2015 et 2017.
Le 17 juin 2012, lors des élections législatives, elle est élue députée de la deuxième circonscription de Seine-et-Marne à 53,7 % face à Roseline Sarkissian (PS), siège détenu alors par le député sortant Didier Julia, qui après 44 ans à l'assemblée nationale ne briguait pas de nouveau mandat et est son suppléant.
Elle soutient Nicolas Sarkozy pour la primaire française de la droite et du centre de 2016. Dans le cadre de sa campagne, elle est nommée oratrice nationale chargée de la famille.
Le 18 juin 2017, elle est réélue députée à 54,09 % face à Estelle Rousseau (REM),.
À la suite de sa réélection au Parlement, elle doit démissionner de ses mandats locaux en juillet 2017 restant conseillère municipale à Nemours et conseillère communautaire. Elle siège comme membre au bureau du comité syndical de l'EPAGE du bassin du Loing.
Elle parraine Laurent Wauquiez pour le congrès des Républicains de 2017, scrutin lors duquel est élu le président du parti.
La liste Les Républicains qu'elle mène à Nemours aux élections municipales de mars 2020 obtient la majorité absolue des suffrages exprimés avec 57,07 % des voix dès le premier tour. Valérie Lacroute est donc élue maire le 25 mai suivant par le conseil municipal. Le 22 juin, contrainte par la législation limitant le cumul des mandats en France, elle démissionne de son mandat de députée et se fait remplacer à l'Assemblée  par sa suppléante Sylvie Bouchet Bellecourt,.
À la suite de son élection comme maire de Nemours, elle redevient présidente de la communauté de communes Pays de Nemours le 8 juillet 2020. 
Le 17 mai 2021, elle est annoncée comme tête liste pour les élections régionales pour la liste de Valérie Pécresse dans le département de Seine-et-Marne.

## Mandats

### Mandats nationaux
- 2012 - juin 2020[5],[6] : députée de la 2e circonscription de Seine-et-Marne.

### Mandats locaux
- De 2008 et 2017 et depuis 2020 : maire de Nemours.
- De 2014 à 2017 et depuis 2020[8] : présidente de la communauté de communes Pays de Nemours.
- de 2017 à 2020 : conseillère municipale de Nemours.
- depuis 2021 : conseillère régionale d'Île-de-France.
- depuis 2021 : vice-présidente du conseil régional d'Île-de-France.

## Controverses
À Nemours, fin 2024, un projet de réhabilitation d’un immeuble insalubre situé place Jean-Jaurès suscite des réserves dans l’opposition municipale. Le bâtiment, acquis et rénové par une société civile immobilière (SCI) dans laquelle Valérie Lacroute, alors maire, est associée avec des membres de sa famille, accueille un restaurant, Au Temps jadis, et deux logements. Cette situation donne lieu, en avril 2025, à un débat nourri au conseil municipal, où plusieurs élus pointent un risque de conflit d’intérêts, l’établissement ayant bénéficié d’une aide à l’implantation commerciale attribuée dans le cadre d’une procédure municipale.